# Odense
Odense er Danmarks tredjestørste by (efter København og Aarhus) og Fyns største by med 185.480 indbyggere  (2025). Den er hovedby i Odense Kommune, der d. 1. juli 2022 havde en befolkning på 210.803 og dermed er Danmarks fjerdestørste kommune efter København, Aarhus og Aalborg kommuner. Eurostat og OECD har anvendt en definition for Odenses Storbyområde (Functional Urban Area), der indbefatter samtlige kommuner i den statistiske landsdel, Fyn, med en samlet befolkning på 504.066 d. 1. juli 2022.
Byen ligger ved Odense Å, cirka 3 kilometer syd for Odense Fjord. Odense er stiftsby og var indtil 2006 amtssæde for Fyns Amt og før det Odense Amt. Selvom Odense ikke er hjemby for administrationen i Region Syddanmark, er byen den suverænt største i regionen. Odense har Danmarks tredjestørste hospital efter Rigshospitalet og Aarhus Universitetshospital.

## Historie
Odense er en af Danmarks ældste byer og nævnes første gang på skrift i år 988. Under Odense ligger resterne af en af de 5 kendte trelleborge, Nonnebakken. Navnet Odense stammer fra vikingetiden. Ifølge Snorres kongesagaer kommer navnet af Odinsø, hvor guden Odin skal have boet.
Odense har siden sin grundlæggelse været en af Danmarks førende byer og var indtil slutningen af 1800-tallet den største efter København.
Byens ældste kvarter rummer mange gamle bindingsværkshuse, bl.a. Ejler Rønnows Gård, Østerbyes Gård og Pernille Lykkes Boder, som indgår i det kulturhistoriske bymuseum, Møntergården.
Odense Domkirke, Skt. Knuds Kirke, rummer fire kongegrave: Knud den Hellige efter hvem kirken er opkaldt, Erik 3. Lam – hvis nøjagtige gravsted ikke kendes – og overført fra den nedrevne Gråbrødrekirke Kong Hans og Christian 2.. Foruden de to førstnævnte døde også Frederik 4. i byen, på Odense Slot, som i dag er hjemsted for kommunens by- og kulturforvaltning.
Digteren H.C. Andersen er født og opvokset i byen. Odense var i 1805, da H.C. Andersen blev født, Danmarks næststørste by med ca. 6.000 indbyggere (og 500 større husdyr), hvoraf ca. 50 % tilhørte den fattige underklasse, og ca. 10 % af byens borgere var subsistensløse. Han, og andre, kaldte alligevel byen Lille København.
Under industrialiseringen midt i 1800-tallet sprængte Odense sine middelaldergrænser og bredte sig i alle retninger. Industrimagnaten C.F. Tietgen var fra Odense, ligesom fabrikanten Thomas B. Thrige. Thriges gamle fabriksbygninger i Skibhuskvarteret eksisterer stadig og har siden februar 2007 dannet rammen om Bazar Fyn med varer fra det meste af verden.

## Geografi
Den ældste del af Odense ligger omkring Odense Å, der går tværs igennem byen.
Fra 1796 til 1806 udgravede man Odense Kanal, der gav byen adgang til Odense Fjord. Man oprettede i samme forbindelse Odense Havn.
I centrum af byen ligger flere grønne områder, heriblandt Kongens Have, H.C. Andersen Haven, Børnebyen, Lotzes Have, Rosengadeanlægget og Munke Mose. I 2002 grundlagde man Elmelund Skov, hvor der blev plantet 350 hektar. I den vestlige udkant af byen ligger Tusindårsskoven på 74.000 m², der bruges til mange store koncerter hvert år.

## Erhverv
En række større nationale og internationale virksomheder har hovedsæde i Odense, blandt andre Albani (bryggeri, ejes af Royal Unibrew), Universal Robots, Biva Møbler, Bøg Madsen (blomstereksportør), Daells Bolighus (ejes af Harald Nyborg), EuroSko Danmark (frivillig indkøbsforening), Fransa (ejet af Brandtex Group i Brande), GASA (blomstereksportør), GF-Forsikring, Herstal Danmark A/S (isenkram, belysning) H.J. Hansen (vinhandel, metalgenvinding, mm.), Harald Nyborg, Høyer Autodele, Intersport Danmark, Jensens Bøfhus, JO-EL Electric, Kwintet Kansas (arbejdstøj), L'EASY, Le Klint (belysning), Riegens (belysning), Micro Matic (fadølsanlæg), Nyt Syn, Nørgård Mikkelsen (reklamebureau), OBH-guppen, Odense Marcipan, Orifarm (medicinalfirma), Pentabase (biotekfirma), Alphalyse (biotekfirma), Roulunds Rubber, Stof 2000, Alumeco, Damixa, FTZ (autodele), Automester, ALOC (finansiel IT), Thrige Electric, TV 2 Danmark, Juliana (drivhuse og postkasser), Come&Stay/Retail Internet og Wittenborg (automater).
I Odense ligger et af Danmarks største og ældste indkøbscentre, Rosengårdcentret, der har 153 butikker med 100.000 m² i et indendørs gågademiljø. Antallet af butikker gør Rosengårdcentret til Danmarks største målt på antal butikker.[kilde mangler]
Rosengårdcentret blev i 2007 kåret som Danmarks bedste shoppingcenter.[kilde mangler]
Centret blevet valgt blandt 24 af Danmarks førende shoppingcentre. Det er detailorganisationen MMM-Klubben, der står bag kåringen.
I 2009 vandt centret i lignende konkurrence kategorien "bedste p-pladser".
Herudover blev Rosengårdcentret i 2009 nomineret til nordens bedste shoppingcenter.[kilde mangler]
Tarup Center er ligeledes et indkøbscenter i Odense.

## Uddannelse
Odense er i de seneste år vokset som studieby i takt med at byens uddannelsessteder kan tilbyde flere uddannelser, som tidligere kun blev tilbudt i Aarhus eller København. Hvert år trækker byen studerende til både fra Danmark og udlandet fx fra Asien og de tidligere østbloklande Litauen, Polen og Rusland. I dag studerer ca. 21.000 unge på campus i Odense, hvilket gør det til et af de største i Danmark; man kan som følge deraf finde mange koncerter, events, diskoteker og cafeer i Odenses natteliv.[kilde mangler]
Syddansk Universitet, et af Danmarks største universiteter ligger bl.a. i Odense. To campuser under UCL Erhversakademi og Professionshøjskole findes i Odense.
Blandt gymnasier der tilbyder almen studentereksamen er Sct. Knuds Gymnasium og Tornbjerg Gymnasium, mens Odense Tekniske Gymnasium tilbyder teknisk studentereksamen. Derudover findes Dalum Landbrugsskole, Den Sociale Højskole, Det Fynske Kunstakademi, Odense Tekniske Skole og Syddansk Musikkonservatorium.
Odense Katedralskole blev grundlagt i 1283 og er blandt landets ældste skoler. Andre skoler tæller Odense Friskole, Ejerslykkeskolen, Mulernes Legatskole, Sankt Albani Skole, Henriette Hørlücks Skole, Sct. Hans Skole, Giersings Realskole og Ådalskolen.
De mange studerende har en række kollegier; 4. Maj Kollegiet i Odense, Bikuben Kollegiet Odense, Blangstedgårdkollegiet, Carl Nielsenkollegiet, Christmas Møllers Kollegium, Glanshatten, H.C. Ørstedskollegiet, Hans Tausenkollegiet, Kaj Munk Kollegiet, Langeliniekollegiet, Rasmus Raskkollegiet, Slotsgadekollegiet, Teknisk Kollegium, Thomas B. Thriges Kollegium, Tornbjergkollegiet og Åløkkekollegiet.

## Demografi
Befolkningsudviklingen i Odense har gennem mange år været stagnerende, men har siden 2007 atter været stigende.
Langt størstedelen af befolkningen – omkring 75 procent – bor uden for postdistrikt 5000 Odense C, der omfatter centrum, samt en del af de omgivende kvarterer. Odense er af samme grund blevet kaldt "villakvarterernes by".[kilde mangler]

## Infrastruktur
Infrastrukturen er præget af beliggenheden ved Odense Kanal, som forbinder Odense Havn med Odense Fjord. Den blev bygget i årerne omkring år 1800 og giver adgang fra vandet til byens centrum. Herudover har den haft betydning for infrastrukturen ved placeringen af kraftvarmeværket Fynsværket og den tidligere losseplads på Stige Ø.
Odense var en af de første byer, der fik elektricitet i 1891.

### Trafik
Odenses centrale placering på på Fyn, mellem Storebæltsbroen og og den nye og gamle Lillebæltsbro, medfører, at både biler og tog mellem Jylland og Sjælland passerer Odense. Kommunen vedtog i juni 2009 en "Trafik- og mobilitetsplan", som skal forbedre trafikken inden for Ring 2 gennem fokus på gang, cykling og kollektiv trafik. Kommunen har afsat 250 mio. DKK til at implementere planen, som forventes fuldført i 2018. Planen udføres ved at lukke Thomas B. Thriges Gade ved Albani Kirke, så trafikken i stedet ledes rundt om centrum af en parkeringssøgerute og af kanalforbindelsen (deriblandt Odins Bro), der står færdig i 2014. Ved Thomas B. Thriges Gade vil der blive etableret store underjordiske parkeringsanlæg, så det stadig er muligt at køre ind til byen. Derudover blev den kollektive trafik suppleret med Odense Letbane, der åbnede den 28. maj 2022.

#### Tog
Landsdelstrafikken går igennem Odense Banegård, der også fungerer som endestation for Svendborgbanen. Der er således hyppig frekvens til København (1t10m.), Stockholm (7t55m.), Hamborg (3t25m.), Esbjerg (1t20m.), Aarhus (1t30m.) og Svendborg (45m).
Foruden Odense Banegård betjener stationerne Odense Sygehus, Fruens Bøge og Hjallese byen.

#### Veje
Den Fynske Motorvej går gennem den sydlige del af Odense, og der er meget trafik fra de seks frakørsler (nr. 48 til 53). Dette er medvirkende til, at især de sydlige indfaldsveje er præget af meget trafik fra pendlere.
I juni 2009 åbnede sidste etape af Svendborgmotorvejen, der løber fra Odense til Svendborg og indgår i primærrute 9. Motorvejen aflaster den gamle landevej, hvor der var megen trafik.
Fynske Motorvej syd for Odense og en strækning fra Motorvejkryds Odense til Kertemindevej udgør Odenses yderste ringvej, som kaldes Ring 3. Der er ikke konkrete planer om, at fuldende denne med en vestlig og nordlig del, men i kommunens Trafik- og mobilitetsplan er det vedtaget, at der skal sikres areal til den vestlige del, så den kan bygges, når behovet opstår.

#### Cyklisme
Odense har forsøgt at fremme cyklismen gennem flere projekter. Hovedprojektet "Odense – Danmarks Nationale Cykelby" havde bl.a. som mål at øge antallet af cykelture med 20 % fra 1996/97 til 2002. Dette blev forsøgt opnået gennem en række forbedringer herunder bedre parkeringsmuligheder og smutveje for cyklister. Odenses fokus på cyklismen fortsætter i Trafik- og mobilitetsplanen, hvor det er et mål, at antallet af cykelture skal vokse med 25% frem til 2012, og med 35 % frem til 2020. Det skal bl.a. ske gennem indførsel af et moderne delecykelkoncept, øge fremkommeligheden for cyklister væsentligt og bedre parkeringsmuligheder.
I 2010 deltog Odense på Expo 2010 i Shanghai med en pavillon under titlen Spinning Wheels for at promovere de tiltag, der er gjort for cyklister i Odense. Det var første gang, at en dansk by deltager i en verdensudstilling.
Det er muligt at låne bycykler gratis i 24 timer.

#### Letbane
I det indre Odense har meget trafik tidligere gået gennem Thomas B. Thriges Gade. Gaden blev i juni 2014 lukket for biltrafik. Planen er at opføre en nyt byområde med 1.100 P-pladser under jorden. Den trafik, der ikke har et ærinde i bymidten har siden 2014 været ført via ny kanalforbindelse over Odense Kanal, hvormed Ring 2 fuldendes. Som led i lukningen af Thomas B. Thriges Gade, opføres en ny 14,5 km lang letbane, der bliver ført gennem gaden og som samtidig forbinder Tarup i det nordvestlige Odense med Odense Stadion, videre over Odense Banegård og Thomas B. Thriges Gade i bymidten og til Rosengårdcentret, SDU og nyt OUH i det sydøstlige Odense.

#### Lufthavn
Hans Christian Andersen Airport ligger ved den lille by Beldringe cirka 10 kilometer nordvest for Odense. Indtil kort tid efter åbningen af Storebæltsbroen var der rutefly til København. Lufthavnen har ikke længere nogen særlig påvirkning på Odenses infrastruktur, da der kun er et par enkelte rutefly. Siden 2006 har lufthavnen dog udbudt charterflyvninger, der de senere år har været i kraftig vækst og som fra sommeren 2011 vil nå op på 101 afgange.

#### Havne
Lystbåde kan sejle til Odense fra Kattegat, gennem Odense Fjord og Odense Kanal. Det tager cirka halvanden time.
Der er gæstepladser i Odense Sejlklub og i inderhavnen. Vælger man inderhavnen, skal man under Odins Bro, der har særlige åbningstider Arkiveret 14. august 2020 hos  Wayback Machine for lystfartøjer. Odense Sejlklub ligger uden for Odins Bro med fem kilometers afstand til centrum.

## Kultur
Som Danmarks tredjestørste by rummer Odense mange forskellige kulturtilbud, og er det kulturelle centrum for Fyn.
Odense Teater blev grundlagt i 1796 og er således den næstældste teater i Danmark. Odense Internationale Musikteater er et musikdramatisk teater i byen. Odense Symfoniorkester er blandt de fem landsorkestre og har hjemme i Odense Koncerthus. Der findes også Teater Kompas. Hvert år afholdes flere koncerter og festivaler i byen. Dette tæller bl.a. Tinderbox i Tusindårsskoven, Jam Days med fokus på bl.a. jazz, PHONO Festival med fokus på elektronisk musik, Carl Nielsen Festival med fokus på klassisk musik, Warehouse Festival og Generator Festival der er i stil med Copenhagen Distortion. Derudover findes filmfestivalen Odense Internationale Film Festival, der handler om kortfilm og middelaldermarkedet Odense Middelalderdage.
D. 15. maj 2021 blev den første Pride Demonstration afholdt i Odense af foreningen Odense Pride.
Odense Zoo havde i 2016 omkring 350.000 besøgende, og det er dermed ikke bare byens mest besøgte turistattraktion, men også den eneste attraktion i Odense der er blandt mest besøgte danske turistattraktioner. Den zoologiske have har omkring 150 forskellige dyrearter.
Odense Slot ligger centralt i byen tæt ved Odense Banegård, og er blandt andet bygget med sten fra Nyborg Slot.
Voldende fra Næsbyhoved Slot ligger ud til Næsbyhoved Sø i den nordlige del af byen.
Kulturbotanisk Have er en botanisk have med omkring 9.000 forskellige plantearter. Den blev grundlagt i 1949.

### Museer
Odense Bys Museer har adskillige museer i byen. Carl Nielsen Museet og Carl Nielsens Barndomshjem beskæftiger sig med den danske komponist Carl Nielsen. H.C. Andersens Hus er hovedmuseum for eventyrforfatteren H.C. Andersen, mens H.C. Andersens Barndomshjem er indrettet med en udstilling, hvor digteren voksede op. Sammenlagt har de to museer omtrent 130.000 besøgende årligt. Ved hans hus ligger også Lotzes Have og tæt ved Rosengadeanlægget.
Derudover findes Den Fynske Landsby, der er et frilandsmuseum i den sydlige udkant af byen, som får omkring 120.000 besøgende om året.
Bymuseet Møntergården får omkring 90.000 besøgende, og det er indrettet i en gammel bindingsværksbygning fra 1646.
Derudover findes Mediemuseet, Thriges Kraftcentral samt Børnekulturhuset Fyrtøjet, der alle er en del af museumssammenslutningen.
Odense Bunkermuseum ligger under Danhostel Odense i den sydlige ende af byen. Danmarks Jernbanemuseum ligger ligeledes i Odense. Frem til 2014 fandtes Fyns Kunstmuseum, som i dag er en del af Brandts som også har tæller Brandts Klædefabrik. I udkanten af byen ligger Galleri Galschiøt, der er et udstillingssted med værker af Jens Galschiøt. Kunstbygningen Filosoffen er kunst- og kultursted med bl.a. udstillingslokaler.
Uden for byen findes trelleborgen Nonnebakken, der har fungeret som forsvarsanlæg i vikingetiden.
Byen rummer adskillige kirker heriblandt Fredens Kirke, Sct. Knuds Kirke (Odense Domkirke) og Vor Frue Kirke. Assistens Kirkegård rummer den første hedenske gravplads i Danmark.

### Sport
Odense har gennem tiden sat sit præg på dansk topidræt. Byen har både faciliteterne og de gode sportsfolk. I Odense er der således både foldboldstadion, atletikstadion, cykelbane, multiarena, cricketstadion og ishockeystadion. Hvert år arrangeres Eventyrløbet i byen af Odense Atletik/Odense Gymnastikforening. Der findes også IF Stjernen Odense som er en idrætsforening.
Odense Friluftsbad er et udendørs svømmebad i den vestlige ende af byen.
Fyens Væddeløbsbane er en hestevæddeløbsbane der ligger i den vestlige del af byen. Den benyttes både til galop og travsport.

#### Fodbold
I fodbold har flere klubber præget de bedste danske rækker på herresiden. De fem klubber Odense Boldklub, B1909, B 1913, OKS og Odense KFUM har hver især opnået gode resultater, og der har i flere omgang være planer om samarbejde og sammenlægninger. I 1980 var der sågar tanker om at lave et fælles hold med de bedste spillere fra de fem klubber. Odense Boldklub forblev selvstændigt og er i dag (i 2024/25-sæsonen) i Danmarks næstbedste række og byens førende fodboldklub. B1909 og B1913 og Dalum IF lavede i 2006 en alliance og spiller i 1. division (sæson 2009/2010) under navnet FC Fyn (opløstes i 2013, men moderklubberne eksisterer stadig). Hverken B1909, B1913, OKS eller Odense KFUM er længere at finde i de bedste rækker.

#### Odense Sport & Event
Ved årsskiftet 1990/91 blev den professionelle fodbold i OB skilt ud i Odense Boldklub A/S. Dette selskab fusionerede i 2006 med Odense Congress Center, og derved blev det nye selskab Odense Sport & Event skabt. Udover kongrescenteret rådet dette selskab over det nybyggede Arena Fyn og Odense Stadion, som selskabet har indgået en lejeaftale med Odense Kommune frem til 2033, hvilket giver førsteretten til brug af dette stadion. Selskabet ejer hovedtribunen, som senest er blevet moderniseret i 2005, hvorved man udvidede VIP-faciliteterne.
Ud over alle OB's hjemmekampe har selskabet med disse faciliteter mulighed for at afholde internationale sportsbegivenheder. Der er således afholdt f.eks. EM i trampolin, Denmark Open i badminton, World Cup i dressur og Nordea Danish Open i tennis. Herudover spiller håndboldklubben GOG en del kampe i multiarenaen. Odense håndbold fællesskab er en sammenslutning af GOG Svendborg TGI og Handball Club Odense.

#### Cykelsport
Odense har store traditioner inden for cykelsport. Danmarks ældste og verdens tredjeældste cykelløb er siden 1894 blevet kørt på Fyn. Det har start og mål i Odense og har international klasse. Den udendørs Odense Cykelbane blev åbnet i 1948 og er stadigt stedet, hvor baneafdelingen af den lokale cykelklub Cykling Odense har hjemme. Banen har også været vært for Danmarksmesterskaberne på bane så sent som i 2004. I et offentlig-privat partnerskab blev der bygget en ny overdækket cykelbane med atletikfaciliter i midten. Den 16. januar 2015 blev banen indviet under navnet Thorvald Ellegaard Arena Odense, opkaldt efter den seksdobbelte verdensmester i sprint, Thorvald Ellegaard.
Flere af de bedste danske cykelryttere kommer fra Odense. Således har de nuværende OL-sølvvinderne Casper Jørgensen og Alex Rasmussen cyklet som børn i Odense. Den tidligere verdensmester i sprint og nuværende bestyrelsesmedlem i Den Internationale Cykle Union (UCI) er også fra Fyn. Herudover havde eliteholdet Team Energi Fyn hjemsted i Odense.

#### Ishockey
Odense Ishockey Klub (OIK) ligger med deres elitehold Odense Bulldogs i landets bedste række. Klubben har aldrig vundet det danske mesterskab, men blev pokalmestre i 2008/2009 og i 2015/2016

#### Speedway
Nicki Pedersen er født i Odense og har vundet flere verdensmesterskaber. Også speedwaykøren Hans N. Andersen er fra Odense, og havde sin debut i Sanderum Knallertklub De to har ligesom den tidligere danske verdensmester fra Fyn Jan O. Pedersen startet karrieren på speedwaybanen i Fjelsted vest for Odense.

#### Svømning
Der er flere danske elitesvømmere fra Odense: Både Louise Ørnstedt og Rikke Møller Pedersen har vundet mange medaljer.
H2Odense er med ca. 2200 medlemmer er Fyns største forening for vandsport.
Foreningen er dannet i 2016 ved fusion af Odense Svømme- og Livredningsforening (OSLF) og Odense Svømmeklub (OSK).
Foreningen tilbyder svømmeundervisning, motionssvømning, vandpolo, synkron og elitesvømning.

## Klima
Odense ligger i en klimazone præget af den varme Golfstrøms indflydelse. Dette medfører, at Odense er ca. 5 grader varmere end byens breddegrad ellers dikterer. Samtidig ligger byen også i et område, hvor atlantiske lavtryk typisk passerer forbi. Dette gør, at vejret i alle fire årstider er relativt ustabilt med skiftende perioder med regn og sol.
Nedbør er moderat året igennem med et lille toppunkt fra juni til august. Sne falder primært fra jul til tidligt i marts, men det bliver sjældent liggende længe. Regn i januar og februar er ligeså almindeligt som sne, og gennemsnitstemperaturen for disse to vintermåneder ligger lidt over frysepunktet.
Foråret kan sammenlignes med det kontinentale Europa, men forsinket omkring en uge grundet det kolde omgivende havvand. På samme måde isolerer vandet om efteråret, så klimaet i Odense er mildere i lidt længere tid end ellers. I perioden fra midten af oktober til februar kan en eller to storme (eller endda orkaner) optræde. Storme om sommeren er udsædvanlige.
Sommeren er som de andre årstider ofte en blanding af sydvestlige milde, blæsende og regnbringende lavtrykssystemer og perioder med stabile højtryk, der bringer solrigt og relativt varmt vejr med sig.

## Venskabsbyer
Odense har 20 venskabsbyer verden over:
- Shaoxing, Kina
- Brno, Tjekkiet[39]
- Klaksvík, Færøerne
- Tampere, Finland
- Schwerin, Tyskland
- Upernavik, Grønland (siden 1980)
- Kópavogur, Island
- Funabashi, Japan
- Iksan, Sydkorea
- Kaunas, Litauen (siden 1992)
- Groningen, Nederlandene
- Trondheim, Norge
- Katowice, Polen
- Norrköping, Sverige
- Östersund, Sverige
- İzmir, Tyrkiet
- Kyiv, Ukraine
- St Albans, Storbritannien
- Columbus, USA

## Kendte odenseanere
- H.C. Andersen, forfatter og eventyrdigter
- Karen Brahe, en lærd adelskvinde.
- Carl Nielsen, klassisk komponist
- Kong Knud 4., dansk konge, begravet i Odense Domkirke
- Carl Frederik Tietgen, erhvervsmand (DFDS, B&W, Danisco og Tuborg)
- Thomas B. Thrige, opfinder og fabrikant, grundlægger af Thrige-Electric
- Vera Gebuhr, skuespillerinde
- Ove Sprogøe, skuespiller
- Kai Løvring, skuespiller og komiker
- Birgitte Federspiel, skuespiller
- Morten Grunwald, skuespiller
- Richard Møller Nielsen, tidligere fodboldlandsholdstræner
- Niels Helveg Petersen, Danmarks udenrigsminister 1993-2000
- Ebbe Kløvedal Reich, forfatter
- Bodil Kjer, skuespiller
- Søren Elung Jensen, skuespiller
- Allan Simonsen, racerkører
- Johnny Reimar, sanger
- Bendt Bendtsen, politiker, tidligere økonomi- og erhvervsminister, nu medlem af Europa-Parlamentet
- Jesper Theilgaard, Tv-metereolog
- Lars Liebst, direktør for Tivoli og formand for TV 2 Danmarks bestyrelse
- Anja Andersen, håndboldtræner, tidligere håndboldspiller
- Trine Dyrholm, skuespiller
- Jo Hermann, forfatter
- Jakob Piil, tidligere professionel cykelrytter
- Nicki Pedersen, tredobbelt verdensmester i speedway
- Kristian Pless, tennisspiller
- Johanne Schmidt-Nielsen, folketingspolitiker
- Louise Ørnstedt, svømmer
- Rikke Møller Pedersen, svømmer
- Peter Eastgate, pokerspiller, vinder af World Series of Poker
- Caroline Wozniacki, tennisspiller
- Thomas Helveg, tidligere landsholdsfodboldspiller
- Claus Bo Larsen, fodbolddommer
- Jens Galschiøt, billedhugger
- Børge Outze, grundlægger af Dagbladet Information
- Dan Jørgensen, politiker
- MØ, sanger
- Ritt Bjerregård, politiker
- Mariann Fischer Boel, politiker, tidligere Europa Kommissær. I 2008 kåret til kåret til Årets Europæer.
- Viktor Axelsen, badmintonspiller